# Siegfried Pelz

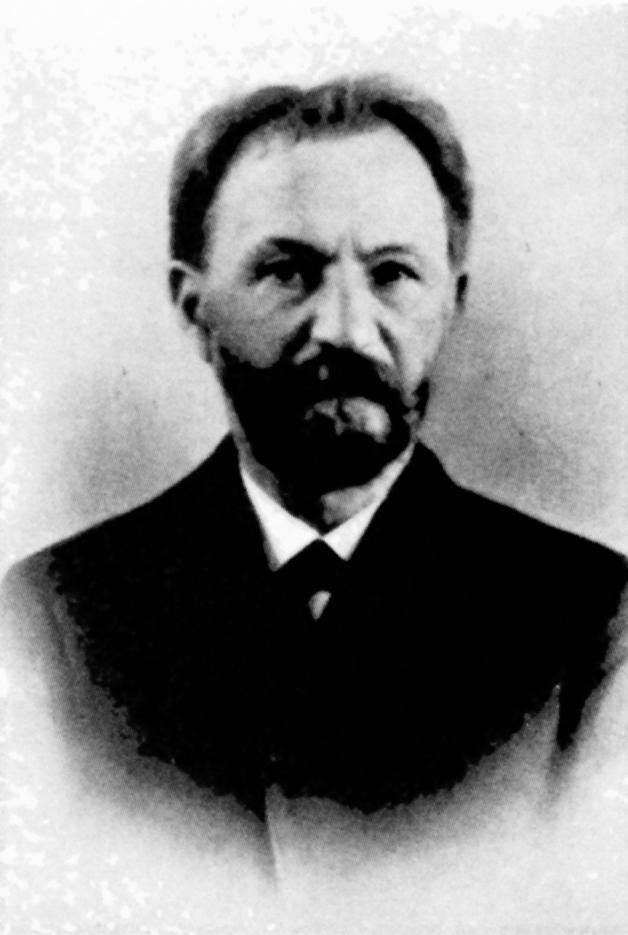
Siegfried Pelz um 1905

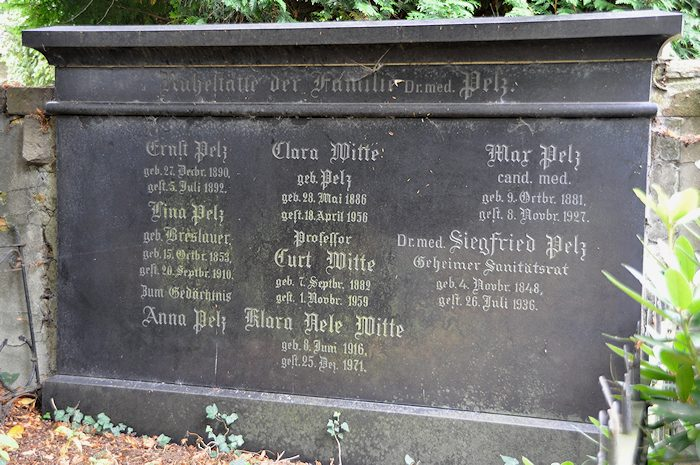
Grab der Familie Dr. Siegfried Pelz und seiner Angehörigen auf dem Hasefriedhof in Osnabrück.

Siegfried Pelz (* 4. November 1848 in Rogasen bei Posen (heute polnisch Rogoźno); † 26. Juli 1936 in Osnabrück) war ärztlicher Direktor des Stadtkrankenhauses Osnabrück und seit 1928 Ehrenbürger der Stadt Osnabrück.

## Leben und Wirken

### Familie
Siegfried Pelz stammte aus einer jüdischen Familie. Seit 1873 lebte er in Osnabrück. Er war verheiratet mit Karoline, geb. Breslauer. Das Paar hatte vier Kinder: Sohn Max (* 1881) Tochter Anna (* 1884), Tochter Clara (* 1886) und Sohn Ernst (* 1890).
Nach dem Tod seiner Frau Lina (* 1853; † 1910) blieb Siegfried Pelz unverheiratet, seine Tochter Anna lebte mit ihm bis zu seinem Lebensende 1936. Sie selbst wurde Opfer des national-sozialistischen Regimes und 1942 in der Nähe von Riga im Zusammenhang mit der sog. 'Aktion Dünamünde' ermordet. Tochter Clara, die als Malerin in den 1920er Jahren erste Erfolge feiern konnte und den Maler Curt Witte geheiratet hatte, überlebte den Holocaust.

### Beruflicher Werdegang
Siegfried Pelz studierte in Berlin und Würzburg Medizin und wurde in Berlin promoviert. Unter seinen Professoren befand sich Rudolf Virchow, dessen Einstellung zum Beruf, „Ärzte sind die natürlichen Anwälte der Armen“, Siegfried Pelz zum Lebensmotto wurde.
Im Deutsch-Französischen Krieg war er 1870–1871 als Feldarzt tätig.
Von 1873 bis 1875 absolvierte er eine zweijährige Assistenzzeit am Stadtkrankenhaus in Osnabrück. Dr. Pelz hatte die Stelle erst im zweiten Wahlgang erhalten. Er brachte zwar die besten fachlichen Voraussetzungen mit, hatte aber als Jude nicht die erwünschte Religionszugehörigkeit. Der Ausschuss entschied sich deshalb für den Christen Dr. Callenburg, doch dessen Zugehörigkeit zur katholischen Konfession störte den Direktor des Stadtkrankenhauses Dr. Thöle und er erhob Einspruch.
Dr. Pelz absolvierte eine Zusatzausbildung zum Chirurgen und führte zwölf Jahre lang eine Privatpraxis in Osnabrück. Das städtische Gesellen-Verpflegungsinstitut (eine frühe Form der Krankenkasse) verpflichtete ihn zusätzlich mit der medizinischen Versorgung ihrer Mitglieder. Ab 1. Mai 1887 wurde Siegfried Pelz als zweiter Arzt im Stadtkrankenhaus Osnabrück angestellt. 1898 wurde ihm die Leitung der chirurgischen Abteilung übertragen, 1902 die Leitung des Krankenhauses. 1922 schied Geheimer Sanitätsrat Dr. Siegfried Pelz aus dem städtischen Dienst.
Im Ersten Weltkrieg unterstanden Siegfried Pelz die Lazarette in Stadt und Landkreis Osnabrück, wofür er mit dem Eisernen Kreuz am Bande geehrt wurde. Zu seinem 80. Geburtstag wurde Siegfried Pelz die Ehrenbürgerwürde der Stadt Osnabrück verliehen. In der Ehrenurkunde wurden seine Verdienste um verletzte Soldaten im Ersten Weltkrieg besonders hervorgehoben.
Als 1931 ein neuer Erweiterungsbau des Stadtkrankenhauses eingeweiht wurde, inzwischen war Dr. Max Bürger ärztlicher Direktor des Hauses, stiftete der Osnabrücker Ärzteverein eine Büste, die das Konterfei Dr. Siegfried Pelz zeigte und die im neuen Foyer aufgestellt wurde.

### Die letzten Lebensjahre
Siegfried Pelz war lebenslang mit offenem und indirektem Antisemitismus konfrontiert worden. Darauf verweist u. a. sein Austritt aus der jüdischen Religionsgemeinschaft und sein Eintritt 1906 in die evangelische Kirche. Antisemitische Hetze hatte sich in der Weimarer Republik verstärkt, nicht zuletzt durch pseudowissenschaftliche Publikationen über 'Rassehygiene'; eine Entwicklung, an der auch Ärzte erheblich beteiligt waren.  Kurz nach der Machtergreifung der Nationalsozialisten wurde Siegfried Pelz die Ehrenbürgerwürde aberkannt. Die Büste, die 1931 ihm zu Ehren aufgestellt worden war, verschwand. Mit den 1935 erlassenen 'Nürnberger Rassegesetzen' verschärften sich die Aktionen gegen Osnabrücker Bürgerinnen und Bürger jüdischen Glaubens und auch der früher hochverehrte Arzt wurde darin einbezogen. In der Straße, in der er wohnte, wurden Hasstiraden gegen Juden als Spruchbänder gespannt, ihm selbst der Zutritt zum Krankenhaus verwehrt.
Am 26. Juli 1936 starb Siegfried Pelz im Stadtkrankenhaus. Dort hatte man ihn, trotz Verbot, einige Tage zuvor aufgenommen. Dass er auf dem Hasefriedhof beerdigt werden konnte, war einem einflussreichen Kreis Osnabrücker Bürgerinnen und Bürgern geschuldet, die aus Berlin eine Sondergenehmigung aufweisen konnten. Trotzdem es keinen Nachruf in der Zeitung gab, versammelten sich viele Osnabrückerinnen und Osnabrücker, um dem ehemals so geschätzten Arzt und Menschenfreund das letzte Ehrengeleit zu geben.
Die Annullierung der aberkannten Ehrenbürgerwürde erfolgte im April 1946 durch den Osnabrücker Rat.

## Ehrungen
- Eisernes Kreuz am weißen Bande
- Ehrenbürgerwürde der Stadt Osnabrück verliehen 1928, aberkannt 1933, nach dem Krieg wurde die Aberkennung annulliert
- Dr.-Pelz-Straße in Osnabrück seit dem 2. Februar 1954[9]
- Im Stadtkrankenhaus wurde eine Gedenkplakette angebracht, welche 1991 mit in das neue Klinikum umzog.